# Boophis periegetes
Espèce
Statut de conservation UICN

 NT  : Quasi menacé
Boophis periegetes est une espèce d'amphibiens de la famille des Mantellidae.

## Répartition
Cette espèce est endémique de la province de Fianarantsoa à Madagascar. Elle notamment présente dans le parc national de Ranomafana. On la trouve entre 800 et 1 400 m d'altitude.

## Publications originales
- Cadle, 1995 : A new species of Boophis (Anura: Rhacophoridae) with unusual skin glands from Madagascar, and a discussion of variation and sexual dimorphism in Boophis albilabris (Boulenger). Zoological Journal of the Linnean Society, vol. 115, p. 313-345.